# United States House Committee on Natural Resources

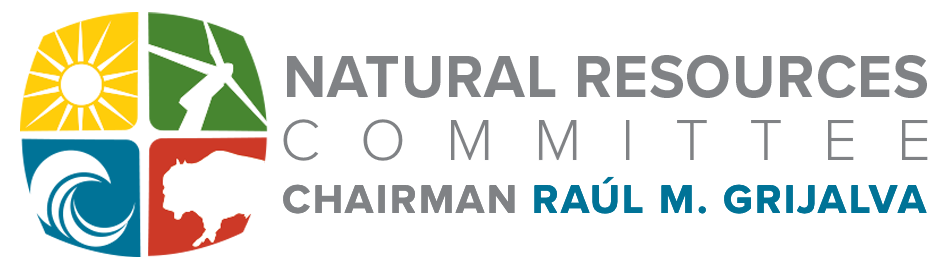
Logo des House Natural Resources

Das United States House Committee on Natural Resources (deutsch Ausschuss über Natürliche Ressourcen) ist ein ständiger Ausschuss des Repräsentantenhauses der Vereinigten Staaten. Derzeitiger Vorsitzender ist Raúl Manuel Grijalva (D-AZ), Oppositionsführer (Ranking Member) ist Bruce Eugene Westerman (R-AR). Der Ausschuss wird oft verkürzt zu Committee on Resources.

## Aufgabenbereich
Der Ausschuss über Natürliche Ressourcen befasst sich nicht nur mit den natürlichen Ressourcen, wie Wälder, Mineralien, Erdöl und Erdgas, sondern auch mit den Angelegenheiten des öffentlichen Landes in Bundeseigentum, sowie der Belange der Ureinwohner auf dem Territorium der USA und den Außengebieten der Vereinigten Staaten, wie beispielsweise Puerto Rico oder auch Guam. Außerdem befasst sich der Ausschuss mit Denkmälern. Auch Fischerei und Meereskunde fällt in die Zuständigkeit.

## Geschichte
Der Ursprung des Ausschusses kann bis zum Committee on Public Lands, der am 17. Dezember 1805 gegründet wurde, zurückverfolgt werden. Mit dem Legislative Reorganization Act von 1946 erfolgten weitgehende Änderungen im System der Ausschüsse ders Repräsentantenhauses die auch diesen Ausschuss betrafen. In ihm wurden fünf vormals selbstständige Ausschüsse vereint, diese waren (Datum der Gründung in Klammern): Committee on Territories (1825), Committee on Mines and Mining (1865), Committee on Indian Affairs (1821), Committee on Irrigation and Reclamation (1893) und Committee on Insular Affairs (1899). 1951 wurde er wiederum umbenannt in Interior and Insular Affairs Committee. Den heutigen Namen erhielt er erstmals 1993. Schließlich wurde im Jahr 1995 noch das Merchant Marines and Fisheries Committee (1887) integriert.

## Mitglieder

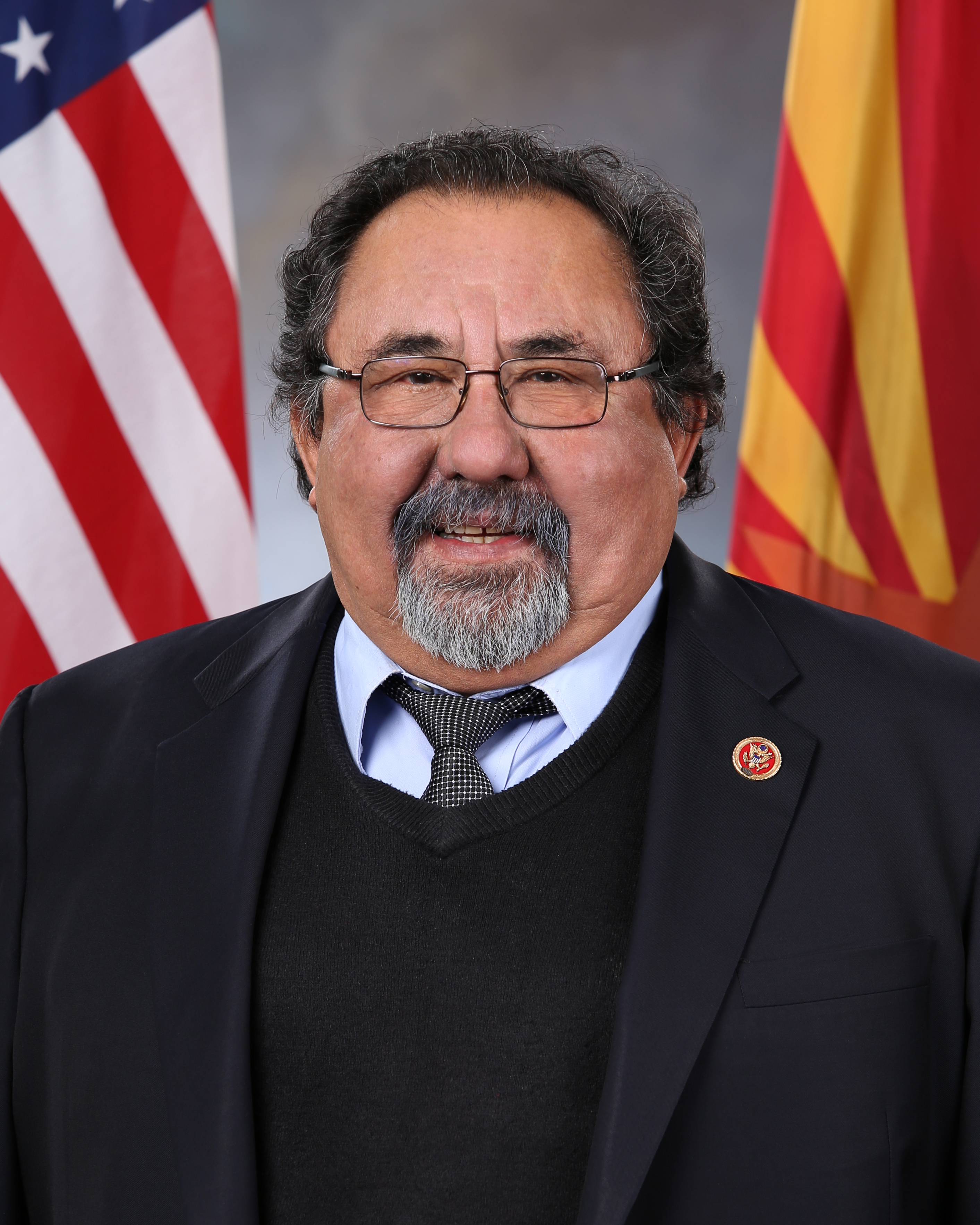
Raúl Grijalva, derzeitiger Vorsitzender des Ausschuss über Natürliche Ressourcen

Im 117. Kongress besteht der Ausschuss aus 26 Demokraten und 22 Republikanern, von denen ein Sitz vakant ist. Es gibt fünf Unterausschüsse (Subcommittees).
| Demokraten | Republikaner |
| --- | --- |
| - Raúl Manuel Grijalva, Chair - Graciela Flores Napolitano - James Manuel Costa - Gregorio Kilili Camacho Sablan - Jared William Huffman - Alan Stuart Lowenthal - Ruben Gallego - Joseph Neguse - Michael Ted Levin - Katherine Moore Porter - Teresa Isabel Leger Fernandez - Melanie Ann Stansbury - Mary Peltola - Nydia Margarita Velázquez Serrano - Diana Louise DeGette - Julia Andrews Brownley - Deborah Ann Dingell - Aston Donald McEachin - Darren Michael Soto - Michael Franklin Quitugua San Nicolas - Jesús G. García, Vice Chair - Edward Espennet Case - Betty Louise McCollum - Stephen Ira Cohen - Paul David Tonko - Rashida Harbi Tlaib | - Bruce Eugene Westerman, Ranking Member - Louis Buller Gohmert Jr. - Douglas Lawrence Lamborn - Robert Joseph Wittman - Thomas Miller McClintock - Garret Neal Graves - Jody Brownlow Hice - Aumua Amata Coleman Radewagen - Daniel Alan Webster - Jenniffer González - Russell Mark Fulcher - Peter Allen Stauber - Thomas P. Tiffany - Jerry Lee Carl Jr. - Matthew Martin Rosendale - Blake David Moore - Stella Yvette Herrell - Lauren Opal Boebert - Jay Phillip Obernolte - Cliff Stewart Bentz - Connie Marie Conway - vakant |

## Unterausschüsse
| Subcommittee                                | Übersetzung                                  | Chair (Vorsitz)               | Ranking Member        |
| ------------------------------------------- | -------------------------------------------- | ----------------------------- | --------------------- |
| Energy and Mineral Resources                | Energie und mineralische Rohstoffe           | Alan Stuart Lowenthal         | Peter Allen Stauber   |
| For Indigenous Peoples of the United States | Für Ureinwohner der Vereinigten Staaten      | Teresa Isabel Leger Fernandez | Jay Phillip Obernolte |
| National Parks, Forests, and Public Lands   | Nationalparks, Wälder, und öffentliches Land | Joseph Neguse                 | Russell Mark Fulcher  |
| Oversight and Investigations                | Aufsicht und Untersuchungen                  | Katherine Moore Porter        | Blake David Moore     |
| Water, Oceans, and Wildlife                 | Wasser, Meere, und Wildtiere                 | Jared William Huffman         | Cliff Stewart Bentz   |